# فرودگاه بین‌المللی سپهبد بنجامین ماتینزو
فرودگاه بین‌المللی سپهبد بنجامین ماتینزو (به انگلیسی: Teniente General Benjamín Matienzo International Airport) (به زبان بومی: Aeropuerto Internacional de Tucumán) یک فرودگاه همگانی مسافربری با کد یاتا TUC است که یک باند فرود بتن دارد و طول باند آن ۲۹۰۰ متر است. این فرودگاه در کشور آرژانتین قرار دارد و در ارتفاع ۴۵۶ متری از سطح دریا واقع شده‌است.

## شرکت‌های هواپیمایی و مقصدهای پروازی

### مسافری
| شرکت‌های هواپیمایی    | مقصدهای پروازی                                            |
| -------------------- | --------------------------------------------------------- |
| ارولینیاس آرژانتیناس | محله هوایی یورگ نوبری فصلی: آستور پیاتزولا                |
| اوسترال لینئاس آئراس | محله هوایی یورگ نوبری، اینگنیرو ارناوتیکو امبرسیو تاراولا |
| لان آرژانتین         | محله هوایی یورگ نوبری                                     |
| لان ایرلاینز         | کومودورو ارتورو مرینو بنیتز (آغاز از ۲ اکتبر ۲۰۱۷)        |
| لان پرو              | خورخه چاوز (آغاز از ۳ سپتامبر ۲۰۱۷)                       |

### باری
| شرکت‌های هواپیمایی   | مقصدهای پروازی             |
| ------------------- | -------------------------- |
| اطلس ایر            | میامی                      |
| Centurion Air Cargo | آستین                      |
| LAN Cargo           | خورخه چاوز، لس‌آنجلس، میامی |